# Samuel Michał Orda Bołharski
Samuel Michał Orda Bołharski herbu Ostoja odmienna – pisarz ziemski piński w latach 1692–1708, sędzia grodzki piński w latach 1675–1692, miecznik piński od 1667 roku.
Był elektorem Michała Korybuta Wiśniowieckiego z województwa brzeskolitewskiego w 1669 roku.